# Institut Nóos
L'Institut Nóos (literalment 'Institut Ment', del grec 'nóos', 'ment' o 'intel·lecte', en la forma jònica d'escriure la paraula, mentre que en àtic és νοῦς), també conegut com a Instituto Nòos de Estudios Estratégicos de Patrocinio y Mecenazgo y Asociación Instituto Nòos de Investigación Aplicada, era una entitat dirigida per Diego Torres i Iñaki Urdangarin, marit de la infanta Cristina, dedicada a actes esportius i congressos. Des de 2011 va ser investigat com el suposat epicentre d'una xarxa de corrupció per al desviament de fons públics i frau fiscal, conegut com a Cas Nóos.

número 19 del carrer Mestre Nicolau de Barcelona, seu de l'Institut Nóos.

## Cronologia

### De 1999 a 2003
L'Institut Nóos va ser fundat en 1999 a Barcelona sota el nom Associació Institut de Recerca Aplicada, per Diego Torres. Abans del canvi de nom el 2003, l'Associació es presentava com dedicada a "realitzar recerques sobre el paper de la intel·ligència de mercat en la competitivitat de les empreses, així com a servir de punt de trobada als professionals d'aquesta disciplina". Dins de les seves activitats estava previst l'organització de cursos, conferències, seminaris i publicacions. El fundador, Diego Torres, l'havia creat per aconseguir subvencions de l'Administració i en vista de fer d'ella una gran consultora. No obstant això, l'associació va romandre sense gaire activitat fins que va conèixer a Iñaki Urdangarin, llavors alumne seu a ESADE.

### De 2003 a 2006
A partir de setembre de 2003, l'Associació es va refundar: adoptà el nom d'Asociación Instituto Nóos de Investigación Aplicada i canviarà d'objecte social. També s'incorporarà a ella Iñaki Urdangarin, que passa a ser el seu president, així com diversos membres del cercle del duc de Palma. Amb aquest canvi l'associació va passar a tenir el mateix nom que la consultoria creada pel duc dos anys abans, Nóos Consultoria, que es dedicava formalment a l'arrendament de béns, servei de consultoria i assessorament en gestió d'empreses però que de fet va romandre inactiva durant dos anys, fins a 2003. Diego Torres passarà a ser vicepresident, Mario Sorribas, home de confiança del duc, complirà càrrecs d'apoderat, i també s'incorporaran al projecte diversos membres de la família Tejeiro: la tresorera és Ana María Tejeiro Losada, esposa de Diego Torres; un germà d'Ana María, Marco Antonio Tejeiro Losada, figurava com a president; un tercer membre de la família Tejeiro, Miguel, exercirà de secretari general. Com a tresorer consta en els documents intervinguts durant el cas Nóos Luis Carlos García Revenga, secretari personal de les infantes que fins a la sortida d'Urdangarin va treballar en Nóos; a pesar que la Zarzuela va assegurar que Revenga treballava "a títol personal", la seva participació era en qualitat de tresorer de Nóos, és a dir tenia la tasca de signar els comptes anuals. Així mateix, Revenga va reconèixer davant el jutge instructor del Cas Nóos al febrer de 2013 que Urdangarin li feia consultes sobre la gestió de l'Institut Nóos, ja que era la seva "primera aventura empresarial". La pròpia infanta Cristina exercí de vocal fins a la marxa del seu marit en 2006.
Durant el període més fructífer de l'Institut, la junta directiva estava doncs integrada per Don Iñaki Urdangarin com a president, Diego Torres com a vicepresident, com a tresorer Don Carlos García Revenga, com a vocal Dona Cristina i com a secretari Miguel Tejeiro. La seu de l'Associació es trobava en el número 19 del barceloní carrer Mestre Nicolau, prop del Turó Parc. L'associació es presentava a si mateixa com una entitat sense ànim de lucre la "missió del qual és realitzar recerques d'interès general sobre els processos de formulació i implementació de les estratègies de patrocini, mecenatge i responsabilitat".

#### Expansió de les activitats
Amb aquesta nova etapa proliferaran les activitats de Nóos així com els contractes comercials de l'associació sense ànim de lucre. En amb prou feines tres anys Nóos va aconseguir més de 100 clients, des de grans empreses estratègiques en el seu sector com Telefónica o Repsol, fins a diversos contractes amb l'Administració. L'institut va pujar també el seu caixet i s'imposarà com a objectiu el no fer treballs amb les grans empreses per menys de 100.000 euros.
Institut Nóos travarà ràpidament relació amb les administracions autonòmiques de Balears, la Comunitat Valenciana i la Comunitat de Madrid, que es convertiran en els seus principals clients. A la fi de 2004, l'Institut organitza el 'València Summit' i un any després l''Illes Balears Forum', esdeveniments que es repeteixen en anys següents. Ambdues comunitats autònomes, governades pel Partit Popular volen explorar els rèdits que pot proporcionar l'impacte internacional que causen els grans esdeveniments esportius. Entre 2004 i 2006, l'Institut obtindrà 2,3 milions del Govern balear i una mica més de tres milions de l'Executiu valencià. En total Hisenda calcula que de 2002 a 2010 Nóos va ingressar més de 16 milions d'euros.
Principals esdeveniments organitzats per la fundació:
- 27 a 29 de novembre de 2004: "València Summit", una trobada anual de debat sobre grans esdeveniments esportius i oportunitat de desenvolupament, fòrum que coneixerà dues edicions més (2005 i 2006) (1.044.000 euros abonats pel govern valencià)[12][13]
- octubre de 2005: segon "València Summit" (1.044.000 euros abonats pel govern valencià).
- 22 a 24 de novembre de 2005: "Illes Balears Forum", en el qual participen experts del món acadèmic, empresarial i esportiu (1,2 milions d'euros abonats pel govern balear).[14]
- 2006: tercer "València Summit" (1.044.000 euros abonats pel govern valencià).
- 22 i 23 de novembre de 2006: segon "Illes Balears Forum" (1,1 milions d'euros abonats pel govern balear).

Durant aquesta nova etapa Nóos mudarà la seva seu de Barcelona (Carrer Mestre Nicolau, 19, 08021) a Sant Cugat del Vallès (Avinguda Corts Catalanes, 8, Magí, 08173).

### De 2006 a 2009
Al març de 2006, coincidint amb les primeres notícies que qüestionaven els seus negocis i baix pressió de la Casa reial, el duc, la infanta i el seu secretari van deixar Nóos. El canvi es formalitza en l'assemblea general celebrada el 7 d'abril, deixant al càrrec de l'empresa al fins llavors vicepresident, Diego Torres. Urdangarin passarà a incorporar-se al consell de Telefónica Internacional.
Malgrat aquest canvi, Urdangarin seguirà vinculat a la fundació i a les seves societats satèl·lit de manera indirecta almenys fins a 2009, quan es trasllada a viure a Washington. Així consta, per exemple, en un dels e-mails presentats per Diego Torres al jutge instructor del Cas Nóos, José Castro i que han vist la llum pública: datat el 30 de novembre de 2007, en ell Mario Sorribas, llavors director de comunicacions de la Fundació Deporte, Cultura y Integración Social, satèl·lit de Nóos, defineix a Urdangarin com l'"alma mater de l'assumpte". Així mateix, el seu exsoci Diego Torres, en declaracions al jutge instructor del Cas Nóos al febrer de 2013 dirà d'ell que seguia sent qui "prenia la majoria de decisions" en Nóos.
Amb motiu del relleu d'Urdangarin, Nóos va publicar un comunicat en el qual ressaltava l'aportació de l'ex jugador d'handbol i desitjava molt èxit a l'ex-president en el projecte “en el qual va a embarcar-se en les properes dates, encaminat al foment de l'esport com a eina per a la integració social”.

### De 2009 a l'inici del procés Cas Nóos
L'agost de 2012, Urdangarin va traslladar la seu d'una de les societats satèl·lit de Nóos, Aizoon, al primer pis del número 81 del Passeig de Gràcia a Barcelona, en el despatx professional del seu lletrat, Mario Pascual, bufet d'advocats Brugueras, García-Bragado, Molinero & Associats. Era la segona vegada que el duc de Palma feia una maniobra en aquest sentit en ple agost doncs en 2011 ja havia canviat la seu social d'Aizoon fins a l'oficina dels germans Tejeiro en el número 224 del barceloní carrer Balmes. Fins a aquest moment, la consultora estava radicada en l'habitatge que Urdangarín i la infanta Cristina tenien a Barcelona, en un luxós palauet al barri de Pedralbes.

## Entramat d'empreses
A partir de la seva refundació, Institut Nóos es va associar directament o indirecta amb diverses empreses que pertanyien al cercle d'Iñaki Urdangarin i Diego Torres i de l'escola de negocis ESADE. L'objectiu d'aquesta xarxa societària hauria estat el de desviar els diners públics i privats rebuts per l'Associació gràcies a la seva condició de societat sense ànim de lucre. Dos d'aquestes empreses, Aizoon i Nóos Consultoria Estratègica SL, van facturar a l'Institut Nóos més de tres milions d'euros entre 2004 i 2007. En total es calcula que Nóos i les seves empreses satèl·lit van facturar 16,06 milions d'euros a 103 entitats públiques i privades.
Llista de societats satèl·lit de Nóos:
- Aizoon SL
- De Goes Center Stakeholder Management SL.
- Enveitg XXI
- Fundación Deporte, Cultura e Integración Social
- Fundación Illesport
- Intuit Strategy Innovation Lab S.L.
- Nóos Consultoría Estratégica SL
- Numa Capital[23]
- Shiriaimasu SL
- Torres-Tejeiro Consultoría Estratégica[24]
- Virtual Strategies SL

## Principals clients de Nóos i societats satèl·lit
- Fundación Turismo Valencia Convention Bureau (FTVCB) (ca. 3,5 milions de euros)
- Instituto Balear de Turismo (Ibatur) (ca. 2,5 milions de euros)
- Volkswagen Audi (2.286.548 euros)
- Motorpress (1.390.840 euros)
- Telefónica, (703.851 euros i 106.720 euros)
- Villarreal CF (690.000 euros?)[25]
- Sociedad General de Autores y Editores (SGAE) (528.000 o 700.000 euros)
- BBVA (502.020 euros)
- Mixta África (445.440 euros)
- Abarca Sports SL (290.000 euros)
- Repsol (237.800 euros)
- Gecsa Formación (213.437 euros)
- Roig Grupo Corporativo SL (181.250 euros)
- Madrid 16 (132.000 euros)[26]
- Meliá Hotels (105.640 euros)

Altres clients:
- Aguas de Valencia
- Altadis
- Bancaixa
- Cepsa
- Fundación Abertis
- Fundació ESADE
- Gas Natural
- Mutua Intercomarcal
- Sociedad para la Imagen Estratégica y Promocional de la Comunitat Valenciana
- Tous
- Toyota
- Valencia CF

## Cas Nóos
A l'estiu de 2010 apareixen els primers senyals de dubte pel que fa a les activitats de Nóos. El 22 de juliol de 2010 el jutge instructor del cas Palma Arena, José Castro, va obrir una nova peça en la causa (Cas Nóos) en la qual demanava informació sobre els convenis signats en 2005 i 2006 entre la Fundació Illesport, l'Institut Balear de Turisme (Ibatur, dependents del Govern balear, i l'Institut Nóos, presidit llavors pel duc de Palma, Iñaki Urdangarin.
A partir d'aquí, la recerca judicial segueix avançant i aprofundint en les presumptes irregularitats, resumides fonamentalment en la malversació de cabals públics, prevaricació i frau fiscal.
A partir de 2011 s'obre un procés judicial on Nóos figura com l'epicentre d'una estructura presumptament dissenyada per al desviament de fons públics a empreses d'Iñaki Urdangarin i dels seus socis així com incórrer en frau fiscal. Segons el sumari del fiscal, Nóos hauria fixat uns preus desproporcionats en relació als serveis que prestava a l'Administració pública. A més, després de rebre aquests fons públics se simulava la contractació de serveis ficticis per un import superior, una vegada més, al servei realment prestat.